# Dale Robertson
Dale Robertson, właściwie Dayle Lymoine Robertson (ur. 14 lipca 1923 w Harrah, zm. 27 lutego 2013 w San Diego) – amerykański aktor. 
8 lutego 1960 otrzymał własną gwiazdę w Alei Gwiazd w Los Angeles znajdującą się przy 6500 Hollywood Boulevard.

## Życiorys

### Wczesne lata
Urodził się w Harrah w stanie Oklahoma jako syn Vervel i Melvina Robertsonów. Walczył jako zawodowy bokser, gdy zapisał się do Oklahoma Military Academy w Claremore w Oklahomie. W tym czasie Columbia Pictures zaoferowało mu udział w filmie Złoty chłopiec (Golden Boy), ale Robertson odrzucił wyjazd do Hollywood na przesłuchanie, ponieważ nie chciał opuścić swojego domu i kucyków, które trenował.

### II wojna światowa
Podczas II wojny światowej służył jako inżynier bojowy. W 1943, w wieku 20 lat wstąpił do United States Army. Za zasługi otrzymał medal Brązowej i Srebrnej Gwiazdy. Robertson został dwukrotnie zraniony przez odłamki, ale nie otrzymał Purpurowego Serca, ponieważ nie zgłosił ran wojskowej jednostce medycznej. Opatrzył własne rany i kontynuował pracę. Obrażenia uniemożliwiły Robertsonowi powtórną służbę podczas wojny koreańskiej.

### Kariera
Podczas stacjonowania w San Luis Obispo w Kalifornii Robertson miał zdjęcie portretowe, które miał wysłać do swojej matki. Zdjęcie zostało wyświetlone w studio fotografa, gdy dywizja piechoty Robertsona popłynęła do Francji. Podczas pobytu za granicą Robertson zaczął otrzymywać listy od agentów z Hollywood, którzy widzieli jego zdjęcie na wystawie w studio. 
Po powrocie ze służby Robertson wyjechał do Los Angeles. Jego kariera rozpoczęła się na dobre w 1949, kiedy Edwin L. Marin obsadził go w debiutanckiej roli Jesse Jamesa w westernie Fighting Man of the Plains (1949) u boku Randolpha Scotta i Victora Jory. Po tej roli znany był niemal wyłącznie z pracy na planie westernów.
W latach 1957–1962 Robertson wystąpił w swojej najsłynniejszej roli jako Jim Hardie, „leworęki rewolwerowiec”, agent Wells Fargo w serialu NBC Tales of Wells Fargo. W 1981 pojawił się gościnnie w operze mydlanej ABC Dynastia, grając postać Waltera Lankershima, rywala Blake’a Carringtona (John Forsythe).
W 1994 Robertson przeszedł na emeryturę. Zmarł 27 lutego 2013 w La Jolla w dzielnicy San Diego w Kalifornii w wieku 89 lat. Przyczyną śmierci był rak płuc i zapalenie płuc.

## Wybrana filmografia

### Filmy
- 1949: Fighting Man of the Plains jako Jesse James
- 1952: Powrót do Teksasu (Return of the Texan) jako Sam Crockett
- 1955: Syn Sindbada jako Sindbad
- 1958: Anna z Brooklynu jako Raffaele
- 1970: Aru heishi no kake jako major Clark J. Allen

### Seriale
- 1956: The Ford Television Theatre jako Donny Weaver
- 1957: Climax! jako Nicky Jordan
- 1980: Statek miłości jako Mason Fleers
- 1981: Dynastia jako Walter Lankershim
- 1982: Dallas jako Frank Crutcher
- 1988-89: Napisała: Morderstwo jako Lee Goddard
- 1993-1994: Rodzina Hartów z Dzikiego Zachodu jako Zeke